# Campeonato Mundial de Esquí de Montaña

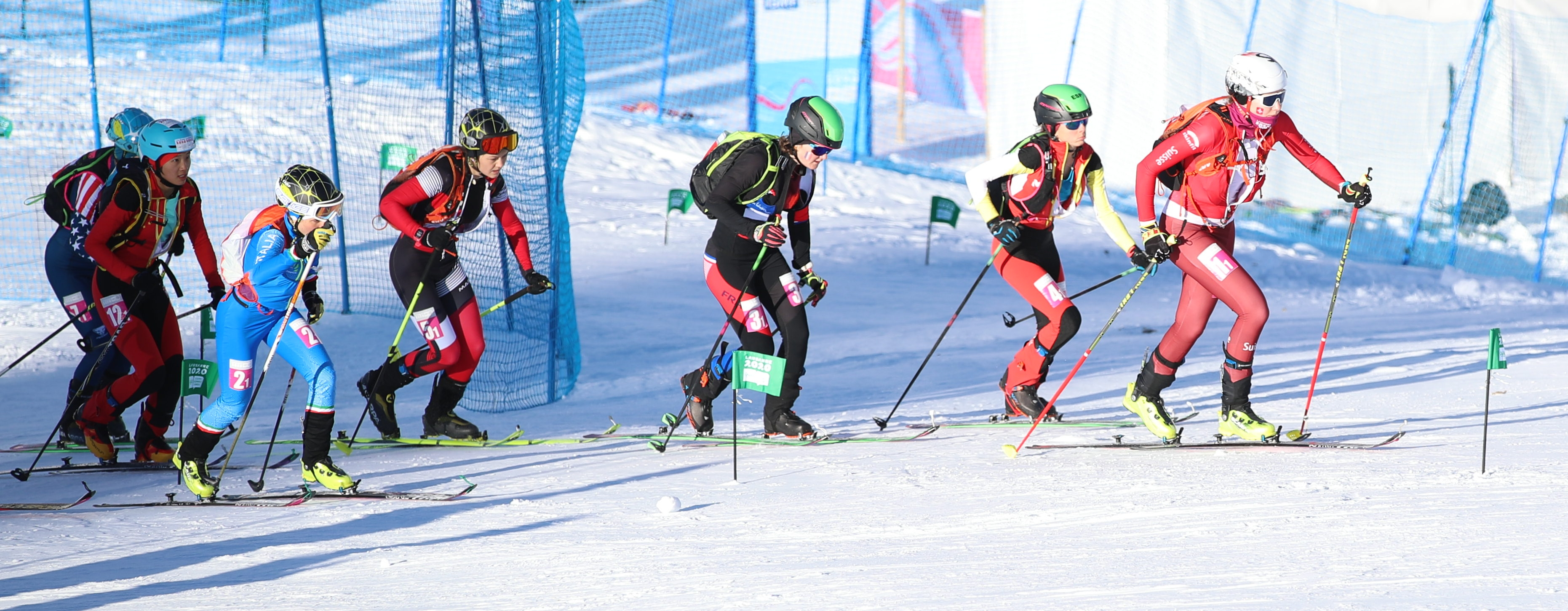
Relevo mixto de esquí de montaña en los Juegos Olímpicos de la Juventud de Invierno de 2020 en Lausana

El Campeonato Mundial de Esquí de Montaña es la competición de esquí de montaña más importante a nivel mundial.
En la actualidad es organizado por la Federación Internacional de Esquí de Montaña (ISMF).
En 2002 tuvo lugar la primera edición del Mundial en Serre Chevalier.

## Ediciones
| Núm  | Año  | Sede               | País    |
| ---- | ---- | ------------------ | ------- |
| I    | 2002 | Serre Chevalier    | Francia |
| II   | 2004 | Val d'Aran         | España  |
| III  | 2006 | Provincia de Cúneo | Italia  |
| IV   | 2008 | Portes du Soleil   | Suiza   |
| V    | 2010 | Ordino-Arcalís     | Andorra |
| VI   | 2011 | Claut              | Italia  |
| VII  | 2013 | Pelvoux            | Francia |
| VIII | 2015 | Verbier            | Suiza   |
| IX   | 2017 | Piancavallo        | Italia  |
| X    | 2019 | Villars-sur-Ollon  | Suiza   |
| XI   | 2021 | Ordino-Arcalís     | Andorra |
| XII  | 2023 | Boí Taüll          | España  |